# Gromada Trawniki
Die Gromada Trawniki war eine Verwaltungseinheit in der Volksrepublik Polen zwischen 1954 und 1972. Verwaltet wurde die Gromada vom Gromadzka Rada Narodowa, dessen Sitz sich in Trawniki befand und aus 27 Mitgliedern bestand.
Die Gromada Trawniki gehörte zum Powiat Lubelski in der Woiwodschaft Lublin und bestand aus dem Dorf Trawniki und der Siedlung Trawniki, ehemaligen Gromadas der aufgelösten Gmina Jaszczów und einigen Flächen der ehemaligen Gromada Ewopole der aufgelösten Gmina Pawłów im Powiat Chełmski. Am 1. Januar 1958 wurde die aufgelöste Gromada Dorohucza, mit Ausnahme des Dorfes Wojciechów, in die Gromada Trawniki eingegliedert. Mit der Gebietsreform zum 1. Januar 1973 wurde die Gromada Trawniki aufgelöst und die Gmina Trawniki gebildet.